# Barroca Zona Sul
A Sociedade Recreativa Cultural Social Esportiva Beneficente Faculdade do Samba Barroca Zona Sul é uma escola de samba da cidade de São Paulo.

## História
A Barroca Zona Sul tem sua origem no bairro da Vila Mariana, onde residia o sambista Sebastião Eduardo do Amaral, conhecido como “Pé Rachado”, que era o presidente da Vai-Vai, escola do bairro do Bixiga. Após abandonar sua escola, Pé Rachado passou por Nenê de Vila Matilde e Camisa Verde e Branco, além de ser amigo do carioca Cartola, desfilando também na Estação Primeira de Mangueira, sempre que podia.
Estando no Rio de Janeiro, o ex-presidente da escola alvi-negra foi incentivado por Cartola a montar sua própria escola. Na noite de 7 de Agosto de 1974, em sua casa, Pé Rachado reuniu seus filhos, sobrinhos e jovens seguidores como Edney, Zé Carlinhos, Chiquinho, Gregório, Dona Lurdes, entre tantos outros, para a fundação da nova agremiação. Muitos dos presentes ficaram acompanhando a reunião pela janela do quarto, uma vez que nem todos cabiam dentro do cômodo. O nome completo foi sugerido por Valter Japão, e suas cores, verde e rosa, foram uma homenagem à escola de Cartola, que iria mais tarde a São Paulo para batizar a nova agremiação. O nome "Barroca" era uma referência ao Campo Barroca, do time de futebol Portuguesinha da Vila Mariana, que era um campo de terra batida, onde os batuqueiros do bairro se reuniam em rodas de samba nos finais de semana.
A Barroca conquistou o campeonato no primeiro desfile em 1975. Em 1976 a escola transferiu seus ensaios para o campo da Portuguesinha e conquistou o II grupo desfilando na Avenida São João. No ano de 1977, já estava entre as grandes escolas no I Grupo, hoje Grupo Especial.
Em 1977 a escola construiu sua quadra na Rua Paulo Figueiredo com a Avenida Água Funda (hoje Ricardo Jafet) que teve como ponto de partida o seu batizado com a presença do padrinho Cartola com sua esposa Dona Zica e claro a Estação Primeira de Mangueira.
Após o carnaval de 1978 a Barroca passou a ser dirigida por Osmar César de Carvalho, que mais tarde fundaria a FESEC e presidiria a UESP; a bateria também teve mudanças para o lugar de Mestre Binha, Fubá que ficaria no comando da bateria até 1990. Desse período até 1982 a Barroca se firmou no grupo principal, com seu ápice no ano de 1983 sob o comando do então presidente Antonio A. Cannalonga (Tonhão) com o enredo “75 Anos de Imigração Japonesa” ficando em quinto lugar empatado com o Camisa Verde e Branco e em 1985 com o enredo “Chico Rei esplendor de uma raça” onde foi penalizada com seis pontos por atraso na concentração (sendo 1 ponto por minuto a escola atrasou 6 minutos) fez seu melhor desfile inovando com uso de matérias primas como palha e sizal. Se não tivesse perdido os pontos a Barroca teria sido a grande campeã do carnaval paulistano e teria obtido o direito de desfilar na Marquês de Sapucaí, no lugar da campeã Nenê de Vila Matilde.
Depois disso a escola acabou não renovando o aluguel da quadra, que ficava de frente para a Arno, ao lado do metrô Imigrantes. Com muitas dívidas, acabou tendo que devolver o espaço ao dono. Para o carnaval de 1986, a escola passa a ensaiar  na Rua Santo Irineu.
Em 1987, já sob a presidência de Eumar Meireles Barbosa, com o enredo "Asas para a Liberdade" (Nação Odara) a Barroca é campeã do II Grupo e retorna em 1988 para o grupo especial, permanecendo até 1994. Nesse período a escola teve muitas conquistas: em 1990 conseguiu o espaço da atual quadra, no bairro da Água Funda, e no mesmo ano alcança sua melhor colocação no grupo especial com o enredo “Segredos do Amor”, já tendo como presidente Geraldo Sampaio Neto (Borjão), o quarto lugar.
Após o carnaval, diversos de seus integrantes faleceram, entre eles Pé Rachado, Mestre Fubá, Mario Milonga, Dona Lurdes e Beth (Porta Bandeira), o que desestruturou a escola. Após cair novamente para o grupo de acesso em 1994 onde a bateria foi premiada com Trofeu Sambista de Ouro da Fesec num ano onde a bateria teve Jelier e Bagulé comandando - retornou ao grupo principal em 2002, com o enredo “A Magia dos Jardins da Verde e Rosa”.
Com isso, atrai empresários e nomeia como presidente Luis Paulo dos Santos, que transformou a quadra da escola, trouxe muitos eventos e shows de grupos de pagode, como Revelação, Fundo de Quintal, e outros artistas como Arlindo Cruz, Belo entre outros.
Em 2003 onde homenageou o Rei Pelé e só não foi novamente rebaixada pois houve uma virada de mesa iniciada devido ao empate entre Águia de Ouro e Império de Casa Verde e a falta de critérios desempate, onde o então presidente da Liga, Robson de Oliveira, resolveu que ao invés de 3 escolas cairiam apenas 2. Devido à reclamações por parte da Unidos do Peruche, que dias antes do carnaval havia sofrido um incêndio em seu barracão e seria rebaixada, a Liga decidiu que ninguém cairia  . Em 2005, quando Borjão tinha retomado a presidência da Barroca, a escola inovou com uso de materiais reciclados com o enredo “Mãos” um desfile que marcou pela presença da comunidade e a reação do público. Naquele ano Thiago Praxedes tornou-se o mais novo mestre de bateria da história. Com problemas de harmonia, a escola acabou novamente rebaixada.
No ano seguinte pelo grupo de acesso bateu na trave ficando em terceiro lugar com o enredo Carmem Miranda este foi o último ano que a bateria obteve a nota máxima foi sob o comando de Mestre Thiago. De 2007 a 2010 a Barroca passou por um período de fortes mudanças. Luis Paulo tornou-se novamente presidente, remodelando todos os segmentos e levando a diversas mudanças na bateria, no comando das baianas, na quadra e também no estatuto social. Em 2008, a bateria comandada por Mestre Barroquinha ganhou o Troféu Nota 10 (Jornal Diário de São Paulo) de melhor bateria do Grupo de Acesso. No carnaval de 2010 com o enredo sobre "O Beijo”, a agremiação acabou rebaixada para o grupo 1-A da União das Escolas de Samba Paulistanas, UESP.
Em 7 de Abril de 2010 foi realizado o pleito eleitoral pela velha guarda. Com uma chapa única, Sérgio Moreti foi aclamado presidente, mas passou o cargo posteriormente novamente para Borjão, ficando apenas como presidente do Conselho Deliberativo.
- 2013

Em 2013 falando sobre o Jabaquara caiu para o grupo 2, 4ª divisão do samba paulista. 
- 2014

Obteve nova ascensão em 2014 votando ao Grupo 1-UESP
- 2015

No ano de 2015 a escola da Água Funda acabou sendo campeã do Grupo 1-UESP com o enredo: Estou de volta pro meu aconchego em homenagem a Dominguinhos.
- 2016

Porém em 2016 ela voltou ao Grupo 1-UESP ficando em oitavo lugar com o enredo: Bakhita, do carnavalesco Armando Barbosa
- 2017

Para o carnaval de 2017 a escola se sagra campeã do Grupo 1-UESP com o enredo sobre a pesca do carnavalesco Danilo Dantas e retorna ao Grupo de Acesso 1.
- 2018

Para o carnaval de 2018 a escola terá o enredo sobre a magia do carnaval desenvolvido pelo carnavalesco Mauro Xuxa obtendo um extraordinário 3º Lugar quase subindo para o Grupo Especial.
- 2019

Para o carnaval de 2019 depois de um 3º Lugar no Acesso 1, terá a troca do carnavalesco Mauro Xuxa por uma Comissão Artística formada por Fernando Dias, Rogério Sapo e Yuri Aguiar, terá a manutenção de seus segmentos para o desfile homenageando São Sebastião com o enredo Okê Arô
- 2020

Para o carnaval de 2020 abrindo o carnaval do Grupo Especial. a escola terá como enredo: Benguela... A Barroca clama a ti, Teresa!. Terá a manutenção do seu interprete principal Pixulé, do diretor de Carnaval, da Comissão de Harmonia e dos Mestres de Bateria, terá mudanças na Comissão de Frente pelos novos coreógrafos: Alê Batista e Thais Seixas, na Comissão Artística substituição de Fernando Dias por Rodrigo Meiners, além da Casal de Mestre Sala e Porta Bandeira Igor Sena e Lenita Magrini. Fazendo uma correta apresentação, obteve o décimo lugar e conseguiu a permanência na elite. A escola repetiu o décimo lugar nos dois carnavais seguintes.

## Dissidências
Algumas escolas de samba e blocos carnavalescos tiveram como sua origem a Barroca Zona Sul. O Bloco Carnavalesco Flor de Liz que hoje é escola de samba fundado por Mestre Funga e Ataide de Oliveira. O Bloco Carnavalesco Me Engana que eu Gosto fundado pelo Roberto Betão da Vila Guarani. Mais tarde o GRES Quilombo fundado pelo Mestre Thiago, Felipe Dogão, João Sampaio, João Paulo "Capitão", Salgueiro entre outros e o Acadêmicos do Parque Bristol fundado pelo Marcelão, José Luis, Alex entre outros componentes marcantes da Barroca.

## Segmentos

### Presidentes
| Nome                                      | Mandato      | Ref.  |
| ----------------------------------------- | ------------ | ----- |
| Sebastião Eduardo do Amaral Jr. "Lobão"   | 1974 - 1979  |       |
| Osmar Cézar de Carvalho                   | 1979 - 1983  |       |
| Antônio Canallonga                        | 1983 - 1985  |       |
| Eumar Meirelles                           | 1985 - 1989  |       |
| Mário Rodrigues                           | 1989 - 1990  |       |
| Geraldo Sampaio Neto "Borjão"             | 1990 - 1995  |       |
| José Augusto Faustino                     | 1995 - 1997  |       |
| Geraldo Sampaio Neto "Borjão"             | 1997 - 2003  |       |
| Luiz Paulo dos Santos                     | 2003 - 2005  |       |
| Geraldo Sampaio Neto "Borjão"             | 2005 - 2007  |       |
| Luiz Paulo dos Santos                     | 2007 - 2010  |       |
| Gerado Sampaio Neto "Borjão"              | 2010 - 2014  | [ 5 ] |
| Ewerton Rodrigo Ramos Sampaio "Cebolinha" | 2014 - atual | [ 6 ] |

### Presidentes de Honra
| Nome                                      | Mandato    | Ref.                |
| ----------------------------------------- | ---------- | ------------------- |
| Sebastião Eduardo do Amaral (In Memorian) |            | [ 5 ]               |
| Geraldo Sampaio Neto "Borjão"             |            | [carece de fontes?] |
| Antonio Carlos Ferreira Tonheca           | atualidade | [carece de fontes?] |

### Intérpretes
| Intérpretes | Carnavais                       | Ref.        |
| ----------- | ------------------------------- | ----------- |
| 1975        | Dorinho, Ary Baianinho e João   | -           |
| 1976        | Dorinho e Ary Baianinho         | -           |
| 1977        | Armando da Mangueira            | -           |
| 1978        | Mané Viola e Jamelão do Afoxé   | -           |
| 1979        | João Motta                      | -           |
| 1980        | Glória Brasil                   | -           |
| 1981        | Dedé Badaró                     | -           |
| 1982        | Jeremias da Imperatriz          | -           |
| 1983        | Orlando da Barroca              | -           |
| 1984        | Eliana de Lima                  | -           |
| 1985        | Joel de Castro                  | -           |
| 1986        | Abner                           | -           |
| 1987        | Miguel de Deus                  | -           |
| 1988-1990   | Agnaldo Amaral                  | [ 7 ]       |
| 1991-1992   | Thru                            | -           |
| 1993        | Ivan Art Final                  | -           |
| 1994-1997   | Bernadete                       | -           |
| 1998-2000   | Moisés Santiago                 | -           |
| 2001-2002   | Agnaldo Amaral e René Sobral    | [ 7 ] [ 8 ] |
| 2001-2003   | Agnaldo Amaral                  | [ 7 ]       |
| 2004        | Gilsinho                        | -           |
| 2005        | André Pantera e Alécio Reis     | -           |
| 2006        | Alécio Reis                     | -           |
| 2007-2009   | Agnaldo Amaral                  | [ 7 ]       |
| 2010        | Férinha                         | -           |
| 2011-2012   | Tuca Maia                       | -           |
| 2013        | Douglas                         | -           |
| 2014        | Tito Amorim                     | -           |
| 2015        | Chitão Martins                  | -           |
| 2016-2017   | Rodrigo Xará                    | -           |
| 2018-2024   | Pixulé                          | -           |
| 2025        | Cris Santos e Dodô Ananias      | -           |
| 2026-atual  | Dodô Ananias e Rafael Tinguinha | -           |

### Diretores
| Período     | Diretor de Carnaval  | Diretor geral de harmonia                                                        | Mestre de bateria                  | Ref.  |
| ----------- | -------------------- | -------------------------------------------------------------------------------- | ---------------------------------- | ----- |
| 2014        | Marcão               | João Neguinho e Antonio Carlos "Torão"                                           | Acerola de Angola                  | [ 5 ] |
| 2015        | Marcão               | João Neguinho                                                                    | Acerola de Angola                  | [ 9 ] |
| 2016        |                      |                                                                                  | Acerola de Angola                  |       |
| 2018        | Marcão               | Douglas David                                                                    | Acerola de Angola e Fernando Negão |       |
| 2019        | Marcão               | João Neguinho, Ivan Bate Cabeça, Angelica Barbosa, Fábio Coelho e Luis Guilherme | Acerola de Angola e Fernando Negão |       |
| 2020        | Marcão               |                                                                                  | Acerola de Angola e Fernando Negão |       |
| 2021/22     | Marcão               | Angelica Barbosa                                                                 | Fernando Negão                     |       |
| 2023        | Marcão               | Angelica Barbosa                                                                 | Fernando Negão                     |       |
| 2024 -atual | Comissão de Carnaval | Douglas e Bira                                                                   | Fernando Negão                     |       |

### Coreógrafos
| Período    | Nome                             | Ref.          |
| ---------- | -------------------------------- | ------------- |
| 2014       | Fabio Souzack                    | [ 5 ]         |
| 2015-2016  | Guilherme Almeida                | [ 10 ] [ 10 ] |
| 2017-2019  | Ricardo Negreiros e Leandro Lion | [ 11 ]        |
| 2020       | Alê Batista e Thais Seixas       |               |
| 2021/22    | Carlinhos de Jesus               |               |
| 2023-atual | Chris Brasil                     |               |

### Casal de Mestre-sala e Porta-bandeira
| Período   | Nome                                       | Ref.  |
| --------- | ------------------------------------------ | ----- |
| 1976-1985 | Ednei Mariano e Beth Roque                 |       |
| 2008-2012 | Marcelo Silva e Miriam Acedo               |       |
| 2013      | JJ Junior e Inara Gabriela                 |       |
| 2014      | João Paulo Lemos e Edna Guimarães "Loloka" | [ 5 ] |
| 2015-2017 | Cleydson Ferreira e Lenita Magrini         | [ 2 ] |
| 2018      | Anderson Guedes e Pâmela Yuri              |       |
| 2019      | Alex Santos e Nathalia Guimarães           |       |
| 2020      | Igor Sena e Lenita Magrini                 |       |
| 2021/22   | Igor Sena e Camila Pancini                 |       |
| 2023      | Marcos Costa e Monalisa Bueno              |       |
| 2024-2025 | Marcos Costa e Lenita Magrini              |       |
| 2026      | Cley Ferreira e Lenita Magrini             |       |

### Corte de Bateria
| Período    | Rainha           | Rainha Mirim   | Madrinha         | Musa                | Ref.          |
| ---------- | ---------------- | -------------- | ---------------- | ------------------- | ------------- |
| 2003       | Tânia Bisteka    |                | Joseane Oliveira |                     | [ 12 ] [ 13 ] |
| 2004       | Rosiane Pinheiro |                |                  |                     | [ 14 ] [ 15 ] |
| 2005-2006  | Mojisola Fagbimi |                |                  |                     |               |
| 2007       | Mayara Santos    |                |                  |                     |               |
| 2008       | Flávia Viana     |                |                  |                     | [ 16 ] [ 17 ] |
| 2009       | Mojisola Fagbimi |                |                  |                     |               |
| 2010       | Naiara Jambo     |                | Adriana Bombom   |                     |               |
| 2011       | Roberta Kelly    |                |                  |                     |               |
| 2013       | Karoline Morais  |                |                  |                     |               |
| 2014-2017  | Daniela Orcisse  |                |                  |                     | [ 5 ]         |
| 2018       | Talita Soares    | Raissa Moreira | Fiama Amorim     |                     | [ 18 ]        |
| 2019       | Talita Soares    | Raissa Moreira | Patricia Bianchi |                     | [ 19 ]        |
| 2020       | Renata Spallicci | Raissa Moreira | Patricia Bianchi | Jacqueline Mercedes |               |
| 2021-2022  | Renata Spallicci | Raissa Moreira |                  |                     |               |
| 2023       | Juh Campos       | Raissa Moreira |                  | Jéssica Bueno       |               |
| 2024-atual | Juju Salimeni    | Raissa Moreira |                  |                     |               |

## Carnavais
| Ano  | Colocação | Grupo | Enredo | Carnavalesco | Ref.          |
| 1975 | Campeã | Grupo 1-UESP | A Chegada dos Escravos Negros ao Brasil | Sebastião Eduardo do Amaral                                                                                            |               |
| 1976 | Campeã | Acesso | Sonho dos Palmares | Sebastião Eduardo do Amaral e Wilson R. de Moraes                                                                      |               |
| ---- | --- | --- | --- | --- | ------------- |
| 1977 | 7º lugar | Especial | Folclore em Passarela | Eumar Meirelles Barbosa, Sebastião Eduardo do Amaral, Dorinho Marques e Wilson R. de Moraes                            |               |
| 1978 | 7º lugar | Especial | Cantos e Danças de um Povo | Osmar César de Carvalho                                                                                                |               |
| 1979 | 7º lugar | Especial | Do Jeito que o Rei Mandou | Eumar Meirelles Barbosa e Sebastião Eduardo do Amaral                                                                  |               |
| 1980 | 8º lugar | Especial | Monopata o Reino Bantu no Brasil | Eumar Meirelles Barbosa                                                                                                |               |
| 1981 | 6º lugar | Especial | Uma Hora na Amazônia | Maria de Lourdes do Amaral e Ednei Pedro Mariano                                                                       |               |
| 1982 | 5º lugar | Especial | Futebol no Carnaval | Maria de Lourdes do Amaral e Ednei Pedro Mariano                                                                       |               |
| 1983 | 6º lugar | Especial | 75 Anos de Imigração Japonesa no Brasil (O Reino do Sol Nascente) | Eumar Meirelles Barbosa                                                                                                |               |
| 1984 | 6º lugar | Especial | O Novo Paraíso | Eumar Meirelles Barbosa e Antônio Carlos Magalhães                                                                     |               |
| 1985 | 5º lugar | Especial | Louvação a Chico Rei (Esplendor de Uma Raça) | Eumar Meireles Barbosa                                                                                                 |               |
| 1986 | 9º lugar | Especial | Foi Assim e aí Vem Mais | Raul Diniz |               |
| 1987 | Campeã | Acesso | Asas Para a Liberdade | Dorinho Marques e Sebastião Eduardo do Amaral                                                                          |               |
| 1988 | 7º lugar | Especial | No Centenário da Abolição Barroca Novamente | Édson Machado |               |
| 1989 | 8º lugar | Especial | Um Novo Sol para a América do Sul | Maria de Lourdes do Amaral e Ednei Pedro Mariano                                                                       |               |
| 1990 | 5º lugar | Especial | O Segredo do Amor | Eumar Meirelles Barbosa                                                                                                |               |
| 1991 | 6º lugar | Especial | Que Moda é Essa? | Maria Aparecida Urbano                                                                                                 |               |
| 1992 | 7º lugar | Especial | Roma Negra | Édson Machado |               |
| 1993 | 9º lugar | Especial | O Senhor dos Elementos | Dan Violla |               |
| 1994 | 9º lugar | Especial | Nas Ocas da Barroca o Índio Viu Quem Invadiu | Oriel |               |
| 1995 | 3º lugar | Acesso | Eu Sou Boy, E Chego Lá | Raul Diniz |               |
| 1996 | 3º lugar | Acesso | O Pão Nosso de Cada Dia | Paulo Trindade, Tereza Santos e Dorinho Marques                                                                        |               |
| 1997 | 4º lugar | Acesso | Quem não Samba, Dança | Paulo Trindade, Tereza Santos e Dorinho Marques                                                                        |               |
| 1998 | 4º lugar | Acesso | Ibirapuera, a Felicidade se Disfarçou de Parque | Edward Moraes |               |
| 1999 | 3º lugar | Acesso | Viagens Extraordinárias | André Machado |               |
| 2000 | 4º lugar | Acesso | Saga de Reis em Terras Brasileiras | André Machado |               |
| 2001 | 3º lugar | Acesso | Maravilhas e Mistérios do Fundo do Mar | Mauro de Oliveira, Horácio Rabaça e Jorge Luiz Marques                                                                 |               |
| 2002 | Campeã | Acesso | A Magia dos Jardins da Verde e Rosa | Mauro de Oliveira e José Maria Zolesi                                                                                  |               |
| 2003 | 14º lugar | Especial | De Três Corações a Coroação. Quem Sou Eu? Rei Pelé | Rosa Magalhães e Mauro de Oliveira                                                                                     |               |
| 2004 | 14º lugar | Especial | 450 Anos de Fé, Um Encontro no Coração do Brasil | Augusto de Oliveira |               |
| 2005 | 16º lugar | Especial | Participei da Criação, Colaborei para o Progresso, às Vezes me Utilizam para Destruição, Quando me Uno a Outra, Selo a Paz e a União! Mãos! | Babú Energia |               |
| 2006 | 3º lugar | Acesso | No Balançar dos Balangandãs | Babú Energia |               |
| 2007 | 4º lugar | Acesso | Cana-de-açúcar - O Doce Sabor do Prazer | Armando Barbosa |               |
| 2008 | 3º lugar | Acesso | Artistas Viajantes Num País Romântico | Lucas Pinto |               |
| 2009 | 6º lugar | Acesso | Alô São Paulo! Eis a fantástica e fabulosa história desse paraíso do pecado... Um verdadeiro Jardim das Delícias. A Selva de Pedra da América latina que ama Gregos e Troianos... Aqui tudo acontece Compositores:Wagner, Júnior ABC, Leonardo Trindade e Fumaça.                                     | Sidinho Ramos |               |
| 2010 | 7º lugar | Acesso | O beijo Compositores:Lello Garoto, Mydras, Ramos e Marquinhos Quebra Corda. | Sidinho Ramos |               |
| 2011 | 4º lugar | 1-UESP | O menino de 74 | Armando Barbosa |               |
| 2012 | 4º lugar | 1-UESP | Triunfante Marrom, Alcione em Verde e Rosa! Compositores: Dorinho Marques, Tuca Maia e Douglas Bayerlein | André Machado |               |
| 2013 | 12º lugar | 1-UESP | No caminho do progresso, Yababa kuara. Templo de Quilombo... Jabaquara, Raízes de um Povo Guerreiro! compositores:Xuxa do Cavaco, Marcelo Zola, Danilo Barros, Felipe Barros, Dario da Fazendinha e Regis Swing                                                                                       | Hernani Siqueira |               |
| 2014 | Vice-campeã | 2-UESP | Em um canto de fé e devoção, Barroca celebra as religiões nos seus 40 anos de samba e tradição Compositores: Imperial, J. Jorge, Juninho Berim, Rafa Do Cavaco e Thiago de Xangô | Horácio Rabaça |               |
| 2015 | Campeã | 1-UESP | Estou de volta pro meu aconchego Compositores: Sukata, Thiago Morganti, Wilson Bizzar, Evandro Malandro, Lo Rosas, Bruno Giannelli e Thiago Meiners | Danilo Dantas | [ 2 ] [ 6 ]   |
| 2016 | 8º lugar | Acesso | Bakhita Compositores: Vagner Almeida, Vermelho, Ney Nunes, Zeca e Kike Toledo | Armando Barbosa | [ 9 ]         |
| 2017 | Campeã | 1-UESP | Da riqueza das águas à multiplicação do amor. A maravilha da pesca Compositores: Sukata, Thiago Morganti, Evandro Malandro, André Filosofia, André Valêncio, Róbson DC, Wilson Bizzar e Tubino Meiners.                                                                                               | Danilo Dantas |               |
| 2018 | 3º lugar | Acesso | Carnevale... A Magia da Folia Compositores: Sukata, Morganti, Jairo Roizen, Willian Tadeu, André Filosofia, André Valêncio, Robson Cezar, Rafael Tubino e Thiago Meiners | Mauro Xuxa | [ 20 ]        |
| 2019 | Vice-campeã | Acesso | Okê Arô Compositores: Sukata, Morganti, Jairo Roizen, André Valêncio, Robson Cezar, Tubino Meiners e Marcos Thiago | Comissão Artística (Fernando Dias, Rogério Sapo e Yuri Aguiar                                                          | [ 21 ]        |
| 2020 | 10º lugar | Especial | Benguela... A Barroca clama a ti, Tereza! Compositores: Sukata, Morganti, Jairo Roizen, André Valêncio, Tubino Meiners, Pixulé, Marcos Thiago, Acerola de Angola e Emerson Franco | Rodrigo Meiners, Rogério Sapo e Yuri Aguiar                                                                            | [ 22 ]        |
| 2021 | Inicialmente adiados para o mês de julho, os desfiles do Carnaval 2021 foram cancelados devido a pandemia de Covid-19. | Inicialmente adiados para o mês de julho, os desfiles do Carnaval 2021 foram cancelados devido a pandemia de Covid-19. | Inicialmente adiados para o mês de julho, os desfiles do Carnaval 2021 foram cancelados devido a pandemia de Covid-19. | Inicialmente adiados para o mês de julho, os desfiles do Carnaval 2021 foram cancelados devido a pandemia de Covid-19. | [ 23 ]        |
| 2022 | 10º lugar | Especial | A evolução está na sua fé… Saravá Seu Zé! Compositores: Sukata, Thiago Meiners, Morganti, Jairo Roizen, Luan, Marcos Thiago, Pixulé e Emerson Franco (In memoriam) | Rodrigo Meiners e Rogério Sapo                                                                                         | [ 24 ] [ 25 ] |
| 2023 | 10º lugar | Especial | Guaicurus Compositores: Andre Mattos, Claudio Mattos, Fernando Negão, Julio Alves, Mikaia, Morganti, Pixulé, Rodrigo Alves, Sukata, Thiago Meiners, Thiago Savanna, Tubino e Wilson Mineiro | Rodrigo Meiners | [ 26 ]        |
| 2024 | 9º lugar | Especial | Nós nascemos e crescemos no meio de gente bamba. Por isso, que somos a Faculdade do Samba. 50 anos de Barroca Zona Sul Compositores: Thiago Meiners, Cláudio Mattos, Sukata, Cacá Camargo, Fernando Negão, Pixulé, Turko, Rafa do Cavaco, Júlio Alves, Rodrigo Alves, Wilson Mineiro e Dilson Marimba | Pedro Magoo | [ 27 ]        |
| 2025 | 12º lugar | Especial | Os Nove Oruns de Iansã Compositores: Thiago Meiners, Sukata, Claudinho, Cacá Camargo, Fernando Negão, Morganti, Jairo Roizen, Léo do Cavaco, André Valencio, Mineiro, Júlio Alves e Marco Moreno. | Pedro Magoo | [ 28 ]        |
| 2026 | | Especial | Oro Mi Maió Oxum | Pedro Magoo |               |

- Commons

## Títulos
| Títulos da Barroca Zona Sul | Títulos da Barroca Zona Sul            | Títulos da Barroca Zona Sul | Títulos da Barroca Zona Sul | Títulos da Barroca Zona Sul |
| --------------------------- | -------------------------------------- | --------------------------- | --------------------------- | --------------------------- |
| Divisão                     | Divisão                                | Títulos                     | Carnavais                   | Ref.                        |
|                             | Grupo de Acesso                        | 3                           | 1976, 1987, 2002            |                             |
|                             | Grupo 1-UESP (Atual Grupo de Acesso 2) | 3                           | 1975, 2015, 2017            |                             |